# TV Aachen-Walheim
Der TV Eintracht 1909 Aachen-Walheim e. V. ist ein Sportverein aus dem Aachener Ortsteil Walheim, der vor allem durch seine Ringer Bekanntheit erlangte.
Der Verein führt zudem Abteilungen im Karate (seit 1975) und Freizeitsport und bietet Schwimmkurse für Kinder an.

## Geschichte
Seit den 1960ern führte der Weg der Ringer Mannschaft von der Kreisklasse über die Bezirksklasse hin zur Landesliga. 1972 folgte der Aufstieg in die Oberliga. Es folgten weitere Aufstiege in die Regionalliga und in die 2. Bundesliga, wo man 1975 den zweiten Rang belegte. Eine wichtige Stütze der Mannschaft war Berthold Lorbach, der 1976 und 1980 Polizei-Europameister im Freistilringen wurde.
Es folgte schon bald der Aufstieg in die 1. Bundesliga, wo man sich nach einer schlechten Vorrunde doch noch unerwartet vor dem Abstieg retten konnte.
1982 wurde mit Dieter Otto erstmals ein Walheimer deutscher Meister.
Nach vier Jahren in der ersten Bundesliga folgte der Abstieg in die 2. Bundesliga. Nachdem man sich mehrere Jahre teilweise sehr erfolgreich in der 2. Bundesliga halten konnte, stieg man 1995 in die Oberliga ab. 2002 stieg man ungeschlagen in die 2. Bundesliga auf. 2007 folgte der zweite Aufstieg in die 1. Bundesliga.
2009 errang mit Yashar Jamali erstmals wieder ein Walheimer den deutschen Meistertitel der Männer.
Nachdem die Mannschaft 2017 mit dem 2. Platz in der Bundesliga West den größten Erfolg der Vereinsgeschichte erzielte, zog sich die Eintracht zur Saison 2019 überraschend in die Oberliga zurück. Dort setzte der Verein insbesondere auf den eigenen Nachwuchs und regionale Talente und etablierte sich als eine der Spitzenmannschaften der Liga.

## Platzierungen
| Platzierungen | Platzierungen       | Platzierungen | Platzierungen | Bemerkungen                   |
| ------------- | ------------------- | ------------- | ------------- | ----------------------------- |
| 2003          | 2. Bundesliga West  | Platz 8       | von 9         |                               |
| 2004          | 2. Bundesliga West  | Platz 3       | von 10        |                               |
| 2005          | 2. Bundesliga West  | Platz 8       | von 10        |                               |
| 2006          | 2. Bundesliga West  | Platz 5       | von 8         |                               |
| 2007          | 2. Bundesliga Mitte | Platz 1       | von 10        | Aufstieg in die 1. Bundesliga |
| 2008          | 1. Bundesliga Mitte | Platz 8       | von 8         | Abstieg in die 2. Bundesliga  |
| 2009          | 2. Bundesliga Mitte | Platz 9       | von 10        |                               |
| 2010          | 2. Bundesliga Mitte | Platz 3       | von 9         |                               |
| 2011          | 2. Bundesliga Mitte | Platz 2       | von 10        |                               |
| 2012          | 2. Bundesliga Mitte | Platz 1       | von 10        | Aufstieg in die 1. Bundesliga |
| 2013          | 1. Bundesliga Nord  | Platz 6       | von 9         |                               |
| 2014          | 1. Bundesliga Nord  | Platz 7       | von 7         | Abstieg in die 2. Bundesliga  |
| 2015          | 2. Bundesliga West  | Platz 6       | von 8         |                               |
| 2016          | 2. Bundesliga West  | Platz 2       | von 10        |                               |
| 2017          | 1. Bundesliga West  | Platz 2       | von 7         |                               |
| 2018          | 2. Bundesliga West  | Platz 5       | von 8         |                               |
| 2019          | Oberliga Rheinland  | Platz 5       | von 6         |                               |
| 2021          | Oberliga Rheinland  | Platz 4       | von 6         |                               |
| 2022          | Oberliga NRW        | Platz 2       | von 10        |                               |
| 2023          | Oberliga NRW        | Platz 3       | von 9         |                               |